# بي. إف. ستروسون
السير بيتر فريدريك ستروسون FBA (23 نوفمبر 1919 - 13 فبراير 2006) كان فيلسوفًا إنجليزيًا قضى معظم حياته المهنية في جامعة أكسفورد. كان أستاذًا للفلسفة الميتافيزيقية في كلية المجدلية، أكسفورد من عام 1968 إلى عام 1987. وقد شغل سابقًا مناصب محاضر جامعي وزميل تعليمي في كلية أكسفورد الجامعية، وهي الكلية التي عاد إليها بعد تقاعده في عام 1987، والتي قدمت معه الغرف حتى وفاته.
علق بول سنودون وأنيل جوميز، في موسوعة ستانفورد للفلسفة، أن ستروسون "كان له تأثير كبير على الفلسفة، سواء خلال حياته أو منذ وفاته".